# يونغبلود
يونغبلود هو مغني،موسيقي وكاتب أغاني إنجليزي ولد في 5 أغسطس 1997.

## روابط خارجية
يونغبلود على موقع IMDb (الإنجليزية)
- يونغبلود على موقع ميوزك برينز (الإنجليزية)
- يونغبلود على موقع أول ميوزيك (الإنجليزية)
- يونغبلود على موقع ديسكوغز (الإنجليزية)
- يونغبلود على موقع قاعدة بيانات الفيلم (الإنجليزية)